# Стоян Рачков
Стоян М. Рачков е български занаятчия, камбанолеяр от Македония от XIX век.

## Биография
Роден е в Горно Броди, Сярско, тогава в Османската империя. Автор е на камбаната в църквата „Свети Йоан Кръстител“ в Кратово, както и в църквата „Свети Димитър“ в кратовското село Страцин. Негово дело е голямата камбана в храма „Свети Димитър“ в горноджумайското село Падеш, както и камбаната в църквата „Свети Никола“ в село Баланово, Дупнишко, датирана март 1907 година.
Според Николай Тулешков дело на Рачков от 1910 година е камбаната за църквата „Свети Георги“ в Струга, на която има надпис „С иждивението на боголюбивите и родолюбивите българи от град Струга…“. Камбаната е свалена и спасена, като е изнесена тайно в Албания.